# Битва на перевалі Тахтакарача
Битва на перевалі Тахтакарача (араб. وقعة الشعب) — битва між великою арабською армією Омеядів і тюркським Тюргеським каганатом, що тривала понад три дні у липні 731 року.

## Перебіг битви
Тюргеші тримали в облозі Самарканд. Тому командир місцевого гарнізону, Савра ібн аль-Гурр аль-Абані, попрохав про допомогу щойно призначеного губернатора Хорасана, Юнаїда аль-Муррі. Армія останнього зазнала нападу тюргеського війська на перевалі та, хоч омеядській армії вдалось виплутатись і дістатись Самарканда, втім вони зазнали величезних втрат (близько 25 000—30 000 воїнів), а 12 000 воїнів Саври, які атакували тюргешів з тилу, були майже цілком знищені. Та битва практично зупинила арабську експансію у Центральній Азії не менш як на десять років.